# ラグビーワールドカップ
ラグビーワールドカップ（英語: Rugby World Cup）は、ラグビーユニオンのナショナルチームの世界選手権大会である。第1回大会は1987年に開催され、現在ワールドラグビーが主催し、4年ごとに開催。優勝トロフィーは「ウェブ・エリス・カップ」。大会テーマソングは「ワールド・イン・ユニオン」。

## 概説
1991年に女子大会が創設されたが、ここでは男子大会についての記述が中心となる。女子大会は「ラグビーワールドカップ (女子)」を参照のこと。
2019年8月21日、ワールドラグビーは、ラグビーワールドカップ女子大会（Women’s Rugby World Cup）について、性別に関する記述「Women's」を取り除くことを発表した。これにより、ワールドカップは男子大会・女子大会のいずれも、「ラグビーワールドカップ」という名称となる。
2021年ニュージーランドでの女子大会（実際は2022年に延期開催）は「ラグビーワールドカップ2021」（Rugby World Cup 2021）となり、続いてフランスで開催する男子大会は「ラグビーワールドカップ2023」（Rugby World Cup 2023）となる。
ワールドラグビーは、法人企業「ラグビーワールドカップリミテッド（RWCL）」を作り、ワールドカップの運営管理を行っている。オーストラリアで開催される2027年男子大会と2029年女子大会では、ワールドラグビーとオーストラリア協会との合弁企業を作り、運営される予定。

## 沿革
1983年、オーストラリアとニュージーランドの両協会がそれぞれ、国際ラグビーフットボール評議会（International Rugby Football Board、略称IRFB、現・ワールドラグビー）にワールドカップの開催を提案したが、却下された。
両協会はさらに検討し、1985年にIRFBの会合で計画を発表。サッカーFIFAワールドカップとオリンピックに被らないよう、開催年を1987年とした。夏季オリンピックの前年、冬季オリンピックとFIFAワールドカップの翌年に設定し、4年ごとに開催とする当時の案は、現在も男子大会で続いている。
IRFBメンバーの8協会（オーストラリア、ニュージーランド、南アフリカ、フランス、イングランド、ウェールズ、スコットランド、アイルランド）で投票が行われ、6対2でラグビーワールドカップ開催が決定した。スコットランドとアイルランドは、アマチュアリズムが脅かされるという理由で反対した。
1987年、ニュージーランド協会とオーストラリア協会による共催で、第1回となるラグビーワールドカップ1987を開催。予選は無く、IRFB7か国のほか、日本を含む9か国が招待され、16か国で行われた。南アフリカはIRFB加盟でありながら、アパルトヘイト問題のため参加ができなかった。この年、招待された9か国（日本、イタリア、ルーマニア、カナダ、アメリカ合衆国、アルゼンチン、フィジー、トンガ、ジンバブエ）が加わり、IRFBは加盟17か国となった。以後、IRFBは加盟国を積極的に増やしていった。
第2回（ワールドカップ1991）からは、IRFB主催に変更され、予選大会と本大会による形式に変更となった。
第3回までは開催国の国内ラグビーシーズンに合わせて開催した（北半球の場合は10〜11月、南半球の場合は5〜6月）。ワールドカップ1995から南アフリカが参加した。
第3回ワールドカップ1995終了の2か月後にIRFBがプロ化宣言（アマチュアリズムの撤廃）を行った。1997年には組織名を国際ラグビー評議会（International Rugby Board、略称IRB）へ変更した。
第4回大会以降は、いずれの開催国でも、9月から11月を中心とした日程になっている。
2014年、国際ラグビー評議会（International Rugby Board、略称IRB）は、競技人口やファンの増加と、スポーツ市場でのブランド力を高めるために、組織名称をワールドラグビー（World Rugby、略称WR）に名称変更した。
ワールドラグビーのロゴは、「W」の形が楕円の一部となるようにデザインされている。これを基本に、ワールドカップや7人制大会のイベントごとにアレンジを加え、統一性と大会ごとのイメージをアピールしている。
WRの新しいロゴに合わせ、ワールドカップ2019から、大会ロゴデザインを刷新した。ちなみに2014年のIRB時代までは、2019年大会も旧ロゴで表現していた。
ワールドカップ2015までの旧大会ロゴは、四角形対角線上の白いラグビーボール状の楕円線で分けられたグリーン (四角形右上)とブルー (同左下)のものを、毎回同じデザインで、年号周辺だけを変えていた。また、ワールドカップ2015（イングランド大会）にはサブロゴも作られた。
新しい大会ロゴは、ワールドラグビーのロゴに、開催国ごとに独自のデザインが加わる。ワールドカップ2019（日本大会）では富士山にのぼる太陽をモチーフにした。ワールドカップ2023（フランス大会）では、青いWに、永遠の絆を意味するメビウスの帯を赤い「∞」の形にして、全体をトリコロールでまとめている。
ワールドカップのロゴが2025年女子大会から一新され、それまでの「U」をデザイン化したものから、ラグビーボール型の楕円内に「RWC」の文字を入れたものになった。

## 代表資格
代表資格は国籍ではなく、選手が所属しているラグビー協会で規定される（所属協会主義）。ワールドラグビーのレギュレーション8条により、以下の4条件で定められている。なお、過去に他国での代表戦出場が無いことが前提となる（他国でのジュニア代表出場は不問）。
- 当該国で出生している、または、

- 両親、祖父母の1人が当該国で出生している、または、
- プレーする時点の直前の60ヶ月間(※)継続して当該国を居住地としていた、または、
- プレーする時点までに、通算10年間、当該国に滞在していた。

(※)2021年12月31日までは、「60ヶ月間」ではなく「36ヶ月間」。
2022年1月1日から、以下の基準を満たす場合に選手が一つの協会（国）から別の協会（国）へ変更できるようになった。これは、フィジー、サモア、トンガなどの南太平洋の国々出身の選手が、活躍の場や経済力を求めて外国に行ってしまい、出身国のラグビー運営に支障が出ることへの配慮を主とする規約改正である。
- 36ヶ月間、ラグビーの国際試合に参加していない。
- 選手が移動を希望する国で生まれている、または親や祖父母のうち誰かがその国で生まれている。
- 選手は一度だけ協会を変更することができ、各ケースはワールドラグビーの承認が必要となる。

## 大会の方式
第1回大会から第3回大会までは16の国と地域が出場し、第4回大会からは出場枠が20に拡大した。

### 予選大会
- 第2回大会での予選出場国（地域）は33であったが、第6回大会は94、第7回大会は91、第8回大会は96だった。
- 第7回大会以降は、その前の大会でベスト12（予選プール上位3位）に入った国が予選免除されることになっている。
- 第9回大会の予選枠はヨーロッパ1、アメリカ2、アフリカ1、オセアニア2、ヨーロッパ・オセアニアプレーオフ1、最終プレーオフ1。

#### 過去の方式
- 第1回大会では、招待国（地域）による開催のため予選が行われなかった。
- 第2回大会以降は、開催国（地域）及び前回大会の成績上位国（地域）が予選免除されている。
- 第2・3・5・6回大会では前回大会8強、第4回大会は前回大会3強が予選免除された。
- 第7・8回大会の予選枠はヨーロッパ2、アメリカ2、アフリカ1、オセアニア1、アジア1、最終プレーオフ1。

### 本大会
予選プールと決勝トーナメントから構成される。
予選プールは出場チームをいくつかのプールに振り分け、プール内の各チームと1試合ずつ対戦する。第5回以降は出場20か国（地域）が5チームごとの4組に分かれて予選プールを戦い、上位2チームが決勝トーナメントに進出する方式となっている。
試合の結果ごとに「勝ち点」（マッチポイント）が与えられる。勝利が4点、引き分けが2点、敗戦が0点でありボーナスポイントとして4トライ以上で1点、7点差以内での敗戦で1点が与えられる。合計の勝ち点が同じ場合は以下の順で順位を決定する。
- 直接対決の勝者を上位とする
- 予選プール全体の得失点差数が大きいほうを上位とする
- 予選プール全体のトライ差数（獲得－逸失）が大きい方を上位とする
- 予選プール全体の得点数が大きいほうを上位とする
- 予選プール全体のトライ数が大きいほうを上位とする
- それでも同じ場合は抽選を行う

決勝トーナメントは8チームによるノックアウト方式で実施され、規定の時間内で決着がつかなかったときは延長戦が行われる。

#### 過去の方式
- 第1回から第3回 - 16チームが出場。まず4チームずつ4つの組（プール）に分かれて1回戦総当たりで戦い、各組の上位2チームが準々決勝へ進出。
- 第4回 - この大会から出場枠が20チームに拡大。4チームずつ5組でプール戦を行う。マッチポイントは勝利3、引き分け2、敗戦1。各組1位の5チームはそのまま決勝トーナメントへ進出。各組2位の5チームと3位になったうち最も成績の良かった1チーム、計6チームの間でプレーオフを行い勝った3チームが決勝トーナメントへ進出する方式。

#### 今後予定されている方式
- 第11回[33] - 24か国に拡大し、プール（グループ）ステージ戦は4か国づつ×6組での総当たりを行い、2位までの12か国＋3位のうち勝ち点上位4か国の合計16か国がノックアウトステージに進出する。

## 結果と統計

### 各大会の結果
| 大会（開催年）  | ホスト国（地域）                                             | 決勝戦           | 決勝戦         | 決勝戦           | 3位決定戦        | 3位決定戦 | 3位決定戦        | 出場 国数 | 予選出場 国数 |
| 大会（開催年）  | ホスト国（地域）                                             | 優勝             | スコア         | 2位              | 3位              | スコア    | 4位              | 出場 国数 | 予選出場 国数 |
| --------------- | ------------------------------------------------------------ | ---------------- | -------------- | ---------------- | ---------------- | --------- | ---------------- | --------- | ------------- |
| 第1回 (1987年)  | オーストラリア ニュージーランド                              | ニュージーランド | 29 - 9         | フランス         | ウェールズ       | 22 - 21   | オーストラリア   | 16        | 無し          |
| 第2回 (1991年)  | イングランド フランス ウェールズ スコットランド アイルランド | オーストラリア   | 12 - 6         | イングランド     | ニュージーランド | 13 - 6    | スコットランド   | 16        | 33            |
| 第3回 (1995年)  | 南アフリカ共和国                                             | 南アフリカ共和国 | 15 - 12 延長戦 | ニュージーランド | フランス         | 19 - 9    | イングランド     | 16        | 52            |
| 第4回 (1999年)  | ウェールズ                                                   | オーストラリア   | 35 - 12        | フランス         | 南アフリカ共和国 | 22 - 18   | ニュージーランド | 20        | 65            |
| 第5回 (2003年)  | オーストラリア                                               | イングランド     | 20 - 17 延長戦 | オーストラリア   | ニュージーランド | 40 - 13   | フランス         | 20        | 80            |
| 第6回 (2007年)  | フランス                                                     | 南アフリカ共和国 | 15 - 6         | イングランド     | アルゼンチン     | 34 - 10   | フランス         | 20        | 91            |
| 第7回 (2011年)  | ニュージーランド                                             | ニュージーランド | 8 - 7          | フランス         | オーストラリア   | 21 - 18   | ウェールズ       | 20        | 91            |
| 第8回 (2015年)  | イングランド                                                 | ニュージーランド | 34 - 17        | オーストラリア   | 南アフリカ共和国 | 24 - 13   | アルゼンチン     | 20        | 96            |
| 第9回 (2019年)  | 日本                                                         | 南アフリカ共和国 | 32 - 12        | イングランド     | ニュージーランド | 40 - 17   | ウェールズ       | 20        | 93            |
| 第10回 (2023年) | フランス                                                     | 南アフリカ共和国 | 12 - 11        | ニュージーランド | イングランド     | 26 - 23   | アルゼンチン     | 20        | 34            |
| 第11回 (2027年) | オーストラリア                                               |                  |                |                  |                  |           |                  | 24        |               |
| 第12回 (2031年) | アメリカ合衆国                                               |                  |                |                  |                  |           |                  | 24        |               |

### 歴代大会開催実績
| 回     | 年   | 開催国                            | 試合数 | 総入場者数 | 1試合平均 入場者数 | 決勝戦会場                                  | 備考   |
| ------ | ---- | --------------------------------- | ------ | ---------- | ------------------ | ------------------------------------------- | ------ |
| 第1回  | 1987 | ニュージーランド · オーストラリア | 32     | 478,449    | 14,952             | オークランド / イーデン・パーク             |        |
| 第2回  | 1991 | イングランド                      | 32     | 1,021,827  | 31,932             | ロンドン / トゥイッケナム・スタジアム       |        |
| 第3回  | 1995 | 南アフリカ共和国                  | 32     | 938,486    | 29,328             | ヨハネスブルグ / エリス・パーク・スタジアム |        |
| 第4回  | 1999 | ウェールズ                        | 41     | 1,562,427  | 38,108             | カーディフ / ミレニアム・スタジアム         |        |
| 第5回  | 2003 | オーストラリア                    | 48     | 1,837,547  | 38,282             | シドニー / スタジアム・オーストラリア       |        |
| 第6回  | 2007 | フランス                          | 48     | 2,263,223  | 47,150             | サン＝ドニ / スタッド・ド・フランス         |        |
| 第7回  | 2011 | ニュージーランド                  | 48     | 1,477,294  | 30,777             | オークランド / イーデン・パーク             |        |
| 第8回  | 2015 | イングランド                      | 48     | 2,477,805  | 51,621             | ロンドン / トゥイッケナム・スタジアム       |        |
| 第9回  | 2019 | 日本                              | 45     | 1,704,443  | 37,877             | 横浜 / 横浜国際総合競技場                   | [ 34 ] |
| 第10回 | 2023 | フランス                          | 48     | 2,357,143  | 49,107             | サン＝ドニ / スタッド・ド・フランス         |        |
| 第11回 | 2027 | オーストラリア                    |        |            |                    | シドニー / スタジアム・オーストラリア       |        |

### 個人成績

#### 大会別トライ王
| 大会   | トライ王                                              | 国（地域）                          | トライ数 |
| ------ | ----------------------------------------------------- | ----------------------------------- | -------- |
| 第1回  | クレイグ・グリーン ジョン・カーワン                   | ニュージーランド · ニュージーランド | 6        |
| 第2回  | デイヴィッド・キャンピージ ジャンバティスト・ラフォン | オーストラリア · フランス           | 6        |
| 第3回  | マーク・エリス ジョナ・ロムー                         | ニュージーランド · ニュージーランド | 7        |
| 第4回  | ジョナ・ロムー                                        | ニュージーランド                    | 8        |
| 第5回  | ダグ・ハウレット ミルズ・ムリアイナ                   | ニュージーランド · ニュージーランド | 7        |
| 第6回  | ブライアン・ハバナ                                    | 南アフリカ共和国                    | 8        |
| 第7回  | ヴァンサン・クレール クリス・アシュトン               | フランス · イングランド             | 6        |
| 第8回  | ジュリアン・サヴェア                                  | ニュージーランド                    | 8        |
| 第9回  | ジョシュ・アダムス                                    | ウェールズ                          | 7        |
| 第10回 | ウィル・ジョーダン                                    | ニュージーランド                    | 8        |

#### 大会別得点王
| 大会   | 得点王                   | 国（地域）       | 得点 |
| ------ | ------------------------ | ---------------- | ---- |
| 第1回  | グラント・フォックス     | ニュージーランド | 126  |
| 第2回  | ラルフ・キーズ           | アイルランド     | 68   |
| 第3回  | ティエリ・ラクロワ       | フランス         | 112  |
| 第4回  | ゴンサロ・ケサダ         | アルゼンチン     | 102  |
| 第5回  | ジョニー・ウィルキンソン | イングランド     | 113  |
| 第6回  | パーシー・モンゴメリー   | 南アフリカ共和国 | 105  |
| 第7回  | モルネ・ステイン         | 南アフリカ共和国 | 62   |
| 第8回  | ニコラス・サンチェス     | アルゼンチン     | 97   |
| 第9回  | ハンドレ・ポラード       | 南アフリカ共和国 | 69   |
| 第10回 | オーウェン・ファレル     | イングランド     | 75   |

#### 大会通算最多記録
記録は第9回大会（2019年）終了時点
- 通算最多トライ
  - 15トライ ： ジョナ・ロムー（ ニュージーランド） / ブライアン・ハバナ（ 南アフリカ共和国）
- 通算最多得点
  - 277点 ： ジョニー・ウィルキンソン（ イングランド）
- 通算最多コンバージョン
  - 58C ： ダン・カーター（ ニュージーランド）
- 通算最多PG
  - 58PG ： ジョニー・ウィルキンソン（ イングランド）
- 通算最多DG
  - 14DG ： ジョニー・ウィルキンソン（ イングランド）

### チーム別成績
| 国（地域）                                                | 出場 回数 | 優勝 | 2位 | 3位 | 4位 | 8強 | 試 合 | 勝 | 分 | 敗 | 勝率  | 得点 | 失点 | 差    | 1987    | 1991    | 1995    | 1999    | 2003    | 2007    | 2011    | 2015    | 2019    |
| --------------------------------------------------------- | --------- | ---- | --- | --- | --- | --- | ----- | -- | -- | -- | ----- | ---- | ---- | ----- | ------- | ------- | ------- | ------- | ------- | ------- | ------- | ------- | ------- |
| ニュージーランド                                          | 9         | 3    | 1   | 3   | 1   | 1   | 57    | 49 | 1  | 7  | 0.875 | 2552 | 753  | +1799 | 優勝    | 3位     | 2位     | 4位     | 3位     | ベスト8 | 優勝    | 優勝    | 3位     |
| 南アフリカ共和国                                          | 7         | 3    | 0   | 2   | 0   | 2   | 43    | 36 | 0  | 7  | 0.837 | 1512 | 553  | +959  | -       | -       | 優勝    | 3位     | ベスト8 | 優勝    | ベスト8 | 3位     | 優勝    |
| オーストラリア                                            | 9         | 2    | 2   | 1   | 1   | 3   | 53    | 42 | 0  | 11 | 0.792 | 1797 | 754  | +1043 | 4位     | 優勝    | ベスト8 | 優勝    | 2位     | ベスト8 | 3位     | 2位     | ベスト8 |
| イングランド                                              | 9         | 1    | 3   | 0   | 1   | 3   | 51    | 36 | 1  | 14 | 0.720 | 1569 | 783  | +786  | ベスト8 | 2位     | 4位     | ベスト8 | 優勝    | 2位     | ベスト8 | P       | 2位     |
| フランス                                                  | 9         | 0    | 3   | 1   | 2   | 3   | 53    | 36 | 2  | 15 | 0.706 | 1585 | 966  | +619  | 2位     | ベスト8 | 3位     | 2位     | 4位     | 4位     | 2位     | ベスト8 | ベスト8 |
| ウェールズ                                                | 9         | 0    | 0   | 1   | 2   | 3   | 44    | 26 | 0  | 18 | 0.591 | 1238 | 865  | +373  | 3位     | P       | P       | ベスト8 | ベスト8 | P       | 4位     | ベスト8 | 4位     |
| アルゼンチン                                              | 9         | 0    | 0   | 1   | 1   | 2   | 41    | 21 | 0  | 20 | 0.512 | 1112 | 860  | +252  | P       | P       | P       | ベスト8 | P       | 3位     | ベスト8 | 4位     | P       |
| スコットランド                                            | 9         | 0    | 0   | 0   | 1   | 6   | 42    | 24 | 1  | 17 | 0.585 | 1261 | 803  | +458  | ベスト8 | 4位     | ベスト8 | ベスト8 | ベスト8 | ベスト8 | P       | ベスト8 | P       |
| アイルランド                                              | 9         | 0    | 0   | 0   | 0   | 7   | 40    | 24 | 0  | 16 | 0.600 | 1108 | 735  | +373  | ベスト8 | ベスト8 | ベスト8 | PO      | ベスト8 | P       | ベスト8 | ベスト8 | ベスト8 |
| フィジー                                                  | 8         | 0    | 0   | 0   | 0   | 2   | 32    | 11 | 0  | 21 | 0.344 | 732  | 971  | -239  | ベスト8 | P       | -       | PO      | P       | ベスト8 | P       | P       | P       |
| サモア                                                    | 8         | 0    | 0   | 0   | 0   | 2   | 32    | 13 | 0  | 19 | 0.406 | 698  | 839  | -141  | -       | ベスト8 | ベスト8 | PO      | P       | P       | P       | P       | P       |
| 日本                                                      | 9         | 0    | 0   | 0   | 0   | 1   | 33    | 8  | 2  | 23 | 0.258 | 644  | 1347 | -703  | P       | P       | P       | P       | P       | P       | P       | P       | ベスト8 |
| カナダ                                                    | 9         | 0    | 0   | 0   | 0   | 1   | 33    | 7  | 3  | 23 | 0.233 | 541  | 1015 | -474  | P       | ベスト8 | P       | P       | P       | P       | P       | P       | P       |
| イタリア                                                  | 9         | 0    | 0   | 0   | 0   | 0   | 32    | 13 | 1  | 18 | 0.419 | 627  | 977  | -350  | P       | P       | P       | P       | P       | P       | P       | P       | P       |
| トンガ                                                    | 8         | 0    | 0   | 0   | 0   | 0   | 29    | 8  | 0  | 21 | 0.276 | 472  | 966  | -494  | P       | -       | P       | P       | P       | P       | P       | P       | P       |
| アメリカ合衆国                                            | 8         | 0    | 0   | 0   | 0   | 0   | 29    | 3  | 0  | 26 | 0.103 | 402  | 1048 | -646  | P       | P       | -       | P       | P       | P       | P       | P       | P       |
| ルーマニア                                                | 8         | 0    | 0   | 0   | 0   | 0   | 28    | 6  | 0  | 22 | 0.214 | 365  | 1068 | -703  | P       | P       | P       | P       | P       | P       | P       | P       | -       |
| ナミビア                                                  | 6         | 0    | 0   | 0   | 0   | 0   | 23    | 0  | 1  | 22 | 0.000 | 248  | 1323 | -1075 | -       | -       | -       | P       | P       | P       | P       | P       | P       |
| ジョージア                                                | 5         | 0    | 0   | 0   | 0   | 0   | 20    | 5  | 0  | 15 | 0.250 | 262  | 646  | -384  | -       | -       | -       | -       | P       | P       | P       | P       | P       |
| ウルグアイ                                                | 4         | 0    | 0   | 0   | 0   | 0   | 15    | 3  | 0  | 12 | 0.200 | 188  | 718  | -530  | -       | -       | -       | P       | P       | -       | -       | P       | P       |
| ロシア                                                    | 2         | 0    | 0   | 0   | 0   | 0   | 8     | 0  | 0  | 8  | 0.000 | 76   | 356  | -280  | -       | -       | -       | -       | -       | -       | P       | -       | P       |
| ジンバブエ                                                | 2         | 0    | 0   | 0   | 0   | 0   | 6     | 0  | 0  | 6  | 0.000 | 84   | 309  | -225  | P       | P       | -       | -       | -       | -       | -       | -       | -       |
| ポルトガル                                                | 1         | 0    | 0   | 0   | 0   | 0   | 4     | 0  | 0  | 4  | 0.000 | 38   | 209  | -171  | -       | -       | -       | -       | -       | P       | -       | -       | -       |
| スペイン                                                  | 1         | 0    | 0   | 0   | 0   | 0   | 3     | 0  | 0  | 3  | 0.000 | 18   | 122  | -104  | -       | -       | -       | P       | -       | -       | -       | -       | -       |
| コートジボワール                                          | 1         | 0    | 0   | 0   | 0   | 0   | 3     | 0  | 0  | 3  | 0.000 | 29   | 172  | -143  | -       | -       | P       | -       | -       | -       | -       | -       | -       |
| チリ                                                      | 1         | 0    | 0   | 0   | 0   | 0   | 0     | 0  | 0  | 0  | 0.000 | 0    | 0    | 0     | -       | -       | -       | -       | -       | -       | -       | -       | -       |
| ※PO：プレーオフ敗退、P：予選プール敗退、-：本大会出場せず |           |      |     |     |     |     |       |    |    |    |       |      |      |       |         |         |         |         |         |         |         |         |         |

## 日本での放送体制

### 民放（無料放送）・NHK
第4回大会（1999年）まではNHKで日本戦全試合や決勝戦などが放送された（第1回大会（1987年）のみTBSと折半して放送）。第3回大会（1995年）までは生中継にて放送されたが、第4回大会は録画中継となった。
第5回大会（2003年）はテレビ東京で「開局40周年記念」と題し、日本戦及び決勝トーナメント（テレビ東京を除く系列局では日本戦と決勝戦のみ）が編集の上、録画中継された。しかし系列局が少ないため、視聴できたのはいわゆる5大都市圏周辺の都道府県と、テレビせとうちのサービスエリアである岡山県と香川県を含む中四国東部のごく一部だけだった。
第6回大会（2007年）、第7回大会（2011年）、第8回大会（2015年）及び第9回大会（2019年）の4大会は日本テレビが放映権を獲得している。

このうち第6回大会（2007年）では、予選プールである日本戦4試合と決勝トーナメント3試合が現地から10分遅れの形で録画中継された。しかし日本対カナダ戦では試合終了直前のプレーに対するビデオ判定に時間がかかり後半ロスタイムが長引いたことで放送時間が収まらない可能性があると日本テレビが判断し、急遽録画中継から生放送に切り替えが行われた。結果として放送終了前のスポットで同点の望みがつながる日本代表のトライが放送されたが、5-12で劣勢だった日本代表の同点の可能性を残すトライを決めた瞬間が放送上カットされたことになり同点となるコンバージョンからの中継となって視聴者から多くの批判を受けた。放送後、日本テレビはこの件について公式サイト上で謝罪している。なお、第7回大会（2011年）以降は最大20分延長のオプションが設けられるようになった。
第8回大会（2015年）はNHKでも4大会ぶりに中継が行われ、BS1で日本戦など12試合を中継した。NHKは第9回大会も放映権を獲得し、総合テレビで2試合、Eテレ（教育テレビ）で1試合、BS1で27試合（生中継10試合・録画17試合）、BS4Kで6試合、BS8Kで3試合中継した。
日本で開催された第9回大会（2019年）ではラジオでも一部試合の生中継が行われ、NHKラジオ第1が7試合、文化放送とニッポン放送が日本が入っている「プールA」主要試合の中継を行った。
第10回大会（2023年）も、テレビはNHKと日本テレビが複占放送を行い、大会前には双方の放送局の所属アナウンサーや主要解説者などが双方の番組にゲスト出演している。ラジオはNHKラジオ第1とニッポン放送が日本戦を中心に一部試合の中継を行っている。

### 有料放送（CSなど）
第4回大会（1999年）でスカイエンターテイメント（現：J SPORTS）がCS放送にて放映権を獲得、SKY sports 2（現：J SPORTS 2）で全試合生中継を実施した。当該年以降に開催された大会についてもJ SPORTSは継続して全試合生中継を行ってきている。
J SPORTSは更に、第7回大会（2011年）で地上波・BSなどを含む独占放映権並びにインターネット配信権（モバイル含む）を取得した他、第8回大会（2015年）でも全試合放映権を取得している。第9回大会（2019年）は48試合全試合生中継することを発表した。

## その他
ラグビーワールドカップの主催者はこの大会が「世界で3番目に大きなスポーツイベント」、「世界の累積テレビ視聴者数42億人」であると主張している。日本の国土交通省が2015年に作成した『ラグビーワールドカップ2019 日本開催が意味するもの』というプレゼンテーション資料にも「ラグビーワールドカップは、夏季オリンピック・FIFAワールドカップに次ぐ、世界3大スポーツ祭典と呼ばれている大会」、「世界で述べ（※延べ、の誤字）40億人が視聴する大会」との記述がある（世界三大一覧）。ラグビーワールドカップの主張は参加国・地域の数、テレビ視聴者数、「販売するチケット枚数」の合計に基づいている。ラグビーワールドカップ2015のチケット販売枚数（230万枚）は
2012年ロンドンパラリンピック（270万枚）に近い。ワールドラグビーのCEOブレット・ゴスパーはラグビーワールドカップが「世界で3番目に大きな国際的特色のあるスポーツイベント」であると明確にした。ゴスパーによれば発表された数字には4年間かけて行われるラグビーワールドカップの予選が含まれる。ワールドラグビーの主張する延べテレビ視聴者数42億人は、世界人口の半分を占める中国、インド、インドネシア、ブラジル、パキスタン、ナイジェリア、バングラデシュにおける合計登録選手数が51,470人であることを考えると、かなりの数字である。このことについてワールドラグビーのAlan Gilpinは、視聴者数は「視聴する人々の区分の人数に基づいており、他の競技団体も同じ計量法を使っている」と述べた。しかし、世界のテレビ視聴者数は約42億人と推定されているため、40億人という数字は一般的には受け入れられていない。独立した報告は、これらの算出法に疑問を投げかけ、事実の矛盾を指摘している。
ラグビーワールドカップ2007の決勝戦の世界での生放送での視聴者数は3,300万人にとどまり、そのうち推定97%がオーストラリア、ニュージーランド、南アフリカ、イギリス、アイルランド、フランスで占められていたというデータも発表されている。イベントの世界的な人気は依然として論争の的になっているが、伝統的なラグビー人気国での関心度は十分に高く、2003年のオーストラリアとイングランドの決勝戦は430万人のテレビ視聴者数を獲得し、オーストラリアのテレビ史上最も注目されたフットボールの試合である。